# José Luis Mollaghan
José Luis Mollaghan (Buenos Aires, 2 de mayo de 1946-Buenos Aires, 7 de junio de 2025) fue un eclesiástico, teólogo y canonista católico argentino.

## Biografía
Nació el 2 de mayo de 1946, en la ciudad argentina de Buenos Aires.
Cursó estudios en el Seminario Menor. Ingresó al Seminario Metropolitano de Buenos Aires, donde realizó sus estudios eclesiásticos. En 1967, fue enviado a estudiar en la Pontificia Universidad Gregoriana, donde obtuvo la licenciatura en Teología y el doctorado en Derecho canónico.

### Sacerdocio

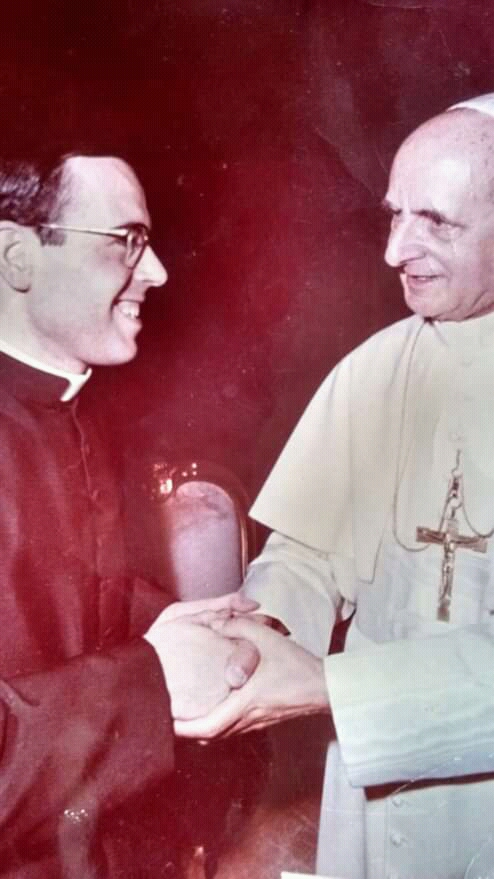
Mollaghan saludando al papa Pablo VI, durante sus años de estancia en Roma.

Su ordenación sacerdotal fue el 19 de marzo de 1971, en Roma, a manos del arzobispo Jacques-Paul Martin; incardinándose en la arquidiócesis de Buenos Aires.
En 1975 regresó a su país, donde ejerció como capellán de jóvenes en la Acción Católica y como asesor nacional de la Liga de Madres. Desarrolló su ministerio pastoral en las parroquias de Santa Ana, San José de Flores y en la Basílica de Nuestra Señora del Socorro. El 15 de septiembre de 1984, el cardenal-arzobispo Juan Carlos Aramburu erigió la parroquia Madre Admirable, en el barrio porteño de Retiro, y Mollaghan fue designado su párroco primis.
Fue miembro del Consejo Presbiteral, del que llegó a ser su secretario; del Colegio de Consultores y del Consejo de Asuntos Económicos de la arquidiócesis. Asimismo, se desempeñó como juez del Tribunal Eclesiástico Nacional y, desde 1975, como profesor de Derecho canónico en la Universidad Católica Argentina.
Desarrolló gran parte de su carrera en la curia metropolitana, trabajando junto a los cardenales Juan Carlos Aramburu y Antonio Quarracino, así como con el entonces arzobispo Jorge Mario Bergoglio.

## Episcopado
El 22 de julio de 1993, el papa Juan Pablo II lo nombró obispo titular de Theuzi y y obispo auxiliar de Buenos Aires. Fue consagrado el 2 de octubre del mismo año, en la catedral de Buenos Aires, a manos del cardenal-arzobispo Antonio Quarracino. 
Se desempeñó como vicario general, vicario episcopal para los Asuntos Económicos y moderador de la curia metropolitana. 
En la Conferencia Episcopal Argentina (CEA), fue secretario general, miembro de la Comisión Ejecutiva y delegado ante el Celam (1993-1999), y miembro de la Comisión de Ordenamiento Territorial y del Consejo de Asuntos Jurídicos, y Económicos.
El 17 de mayo de 2000, fue nombrado obispo de San Miguel. Tomó posesión canónica de la sede el 5 de agosto del mismo año.

### Arzobispo de Rosario
El 22 de diciembre de 2005, el papa Benedicto XVI lo nombró arzobispo de Rosario.
Su nombramiento habría generado cierto malestar dentro del episcopado argentino, ya que, al parecer, su postulación no contó con el consenso de los obispos. No obstante, el entonces presidente del Episcopado, Jorge Bergoglio, negó la existencia de cualquier conflicto al respecto.
Tomó posesión canónica el 18 de marzo de 2006, durante una ceremonia frente al Monumento Histórico Nacional a la Bandera en Rosario.
El 19 de octubre de 2006, visitó el Santuario de Schönstatt de Rosario, donde presidió una eucaristía en la explanada del santuario, coincidiendo con el nonagésimo segundo aniversario de la fundación del movimiento.

#### Controversias
En 2013, su gestión en Rosario fue objeto de una visita apostólica realizada por José María Arancibia, tras denuncias recibidas en la nunciatura apostólica. Según informaciones periodísticas, la investigación estaba vinculada a acusaciones por manejo indebido de fondos y presuntos malos tratos a laicos y sacerdotes.
El propio Mollaghan negó públicamente que se tratara de una investigación formal y sostuvo que la visita fue de carácter fraternal, con el fin de dialogar con el Consejo Presbiteral y el seminario. Asimismo, afirmó que había intervenido personalmente en un caso puntual de mala administración por parte de un sacerdote, y rechazó como "calumniosas" las versiones sobre supuestas anomalías.

### Nombramiento curial
El 19 de mayo de 2014, el papa Francisco lo nombró miembro de la Congregación para la Doctrina de la Fe, integrando y presidiendo la comisión especial encargada de examinar los recursos de eclesiásticos acusados de delicta graviora (delitos graves). En este contexto, se le ordenó abandonar la ciudad de Rosario y fijar su residencia en Buenos Aires hasta la constitución oficial de la comisión.
En una misa festiva celebrada a inicios de agosto de ese año en Rosario, dijo: «El director técnico decide los cambios... Lo único que pedí fue no vivir en Roma y me lo concedió. Quería quedarme en Rosario, pero me envía a Buenos Aires para tener facilidad en el trabajo». Tras unos meses, se trasladó a Roma. La comisión, compuesta por siete miembros, se constituyó el 11 de noviembre de 2014 con el objetivo de examinar las apelaciones contra las sentencias de primera instancia, dada la necesidad de garantizar un examen más rápido de las mismas. Era responsable de los delitos de abuso sexual de menores, herejía, apostasía, uso indebido del sacramento de la penitencia y la ordenación de mujeres. Los periódicos argentinos interpretaron el traslado de Mollaghan a Roma como una forma "elegante" de distanciarlo de Rosario tras una investigación sobre la mala gestión de los fondos de la Iglesia y lo calificaron de "viejo rival" del papa. Sin embargo, Mollaghan negó representar a una facción más conservadora de la jerarquía argentina, citando su larga trayectoria junto a Bergoglio en Buenos Aires.
El 29 de julio de 2019, fue nombrado miembro suplente del Colegio para el examen de las apelaciones en materia de delicta reservata.
En la Conferencia Episcopal Argentina (CEA) fue, desde noviembre de 2024, miembro del Consejo de Asuntos Jurídicos. Anteriormente, fue miembro del mismo consejo entre 2014 y 2021.

## Fallecimiento

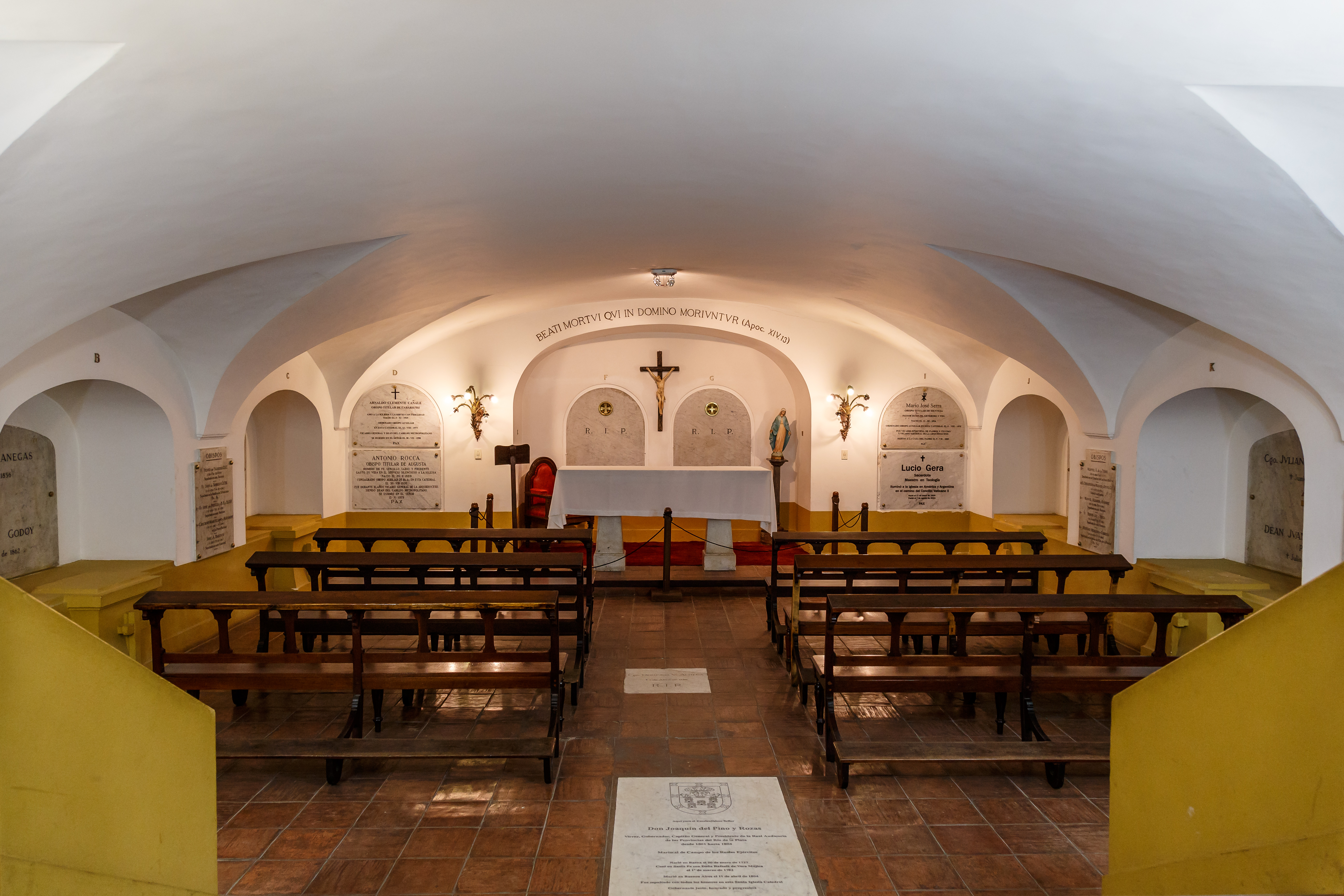
Cripta de la Catedral de Buenos Aires, donde se guarda los restos del arzobispo argentino, José Luis Mollaghan.

Falleció la mañana del 7 de junio de 2025 en Buenos Aires, a la edad de 79 años. El funeral tuvo lugar el 13 de junio, en la Catedral de Buenos Aires; donde fue sepultado en la cripta del episcopologio porteño.

## Posiciones

### Ecumenismo
En junio de 2014, durante un encuentro ecuménico en el templo de la Iglesia Evangélica Anglicana, Mollaghan abogó por la unidad de los cristianos. En su homilía, advirtió que "dividir a la Iglesia es dividir a Cristo" y reconoció que no es posible superar solos las divisiones históricas marcadas por la fe y factores culturales. Sin embargo, subrayó la necesidad de conocerlas y orar por la unidad. "No dejemos que la falta de amor nos separe", afirmó, destacando que la humildad une y la soberbia divide. Añadió que solo Dios puede fortalecer la fraternidad y la comunión a través de la oración. Concluyó señalando que la unidad se construye con acciones concretas y recordó las palabras del papa Francisco: "A través de un intercambio de dones, el Espíritu puede llevarnos cada vez más a la verdad y al bien".